# زی‌ان لیم
زی‌ان لیم (انگلیسی: Xian Lim؛ زادهٔ ۱۲ ژوئیهٔ ۱۹۸۹) خواننده، مدل و بازیگر تلویزیون اهل ایالات متحده آمریکا است.
از فیلم‌ها یا برنامه‌های تلویزیونی که وی در آن نقش داشته است می‌توان به همه چیز درباره او اشاره کرد.